# Skelly Peak
Skelly Peak är en bergstopp i Antarktis. Den ligger i Västantarktis. Chile gör anspråk på området. Toppen på Skelly Peak är 1 450 meter över havet.
Terrängen runt Skelly Peak är huvudsakligen kuperad, men åt sydost är den platt. Trakten är obefolkad. Det finns inga samhällen i närheten. 